# Goldenmajer Kraków
Goldenmajer Kraków – polski klub futsalowy z Krakowa. Od sezonu 1996/1997 do 1998/1999 występował w I lidze. W sezonie 1997/1998 drużyna zajęła trzecie miejsce w ekstraklasie.